# Kräuping

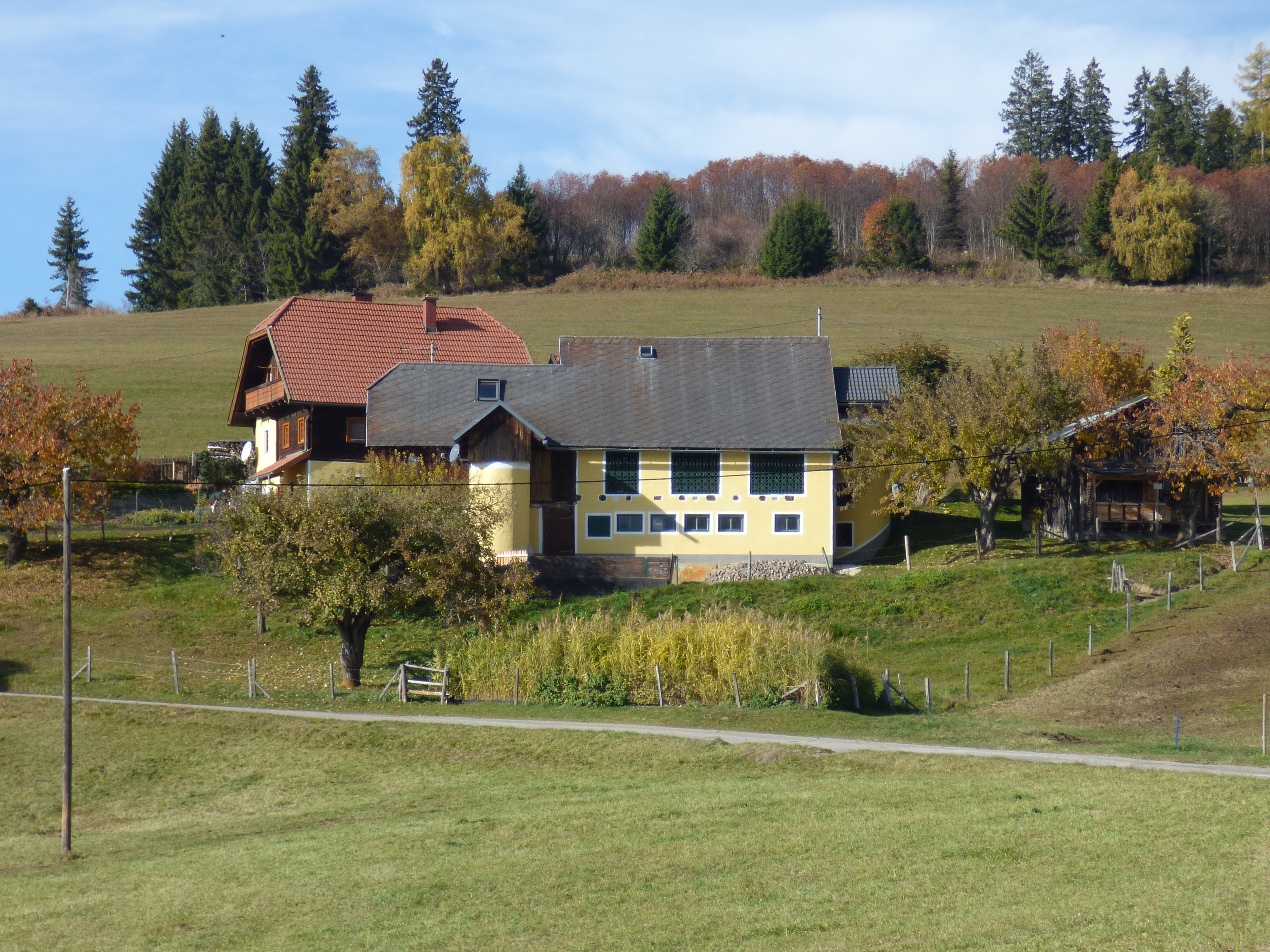
Kräuping Haus Nr. 8

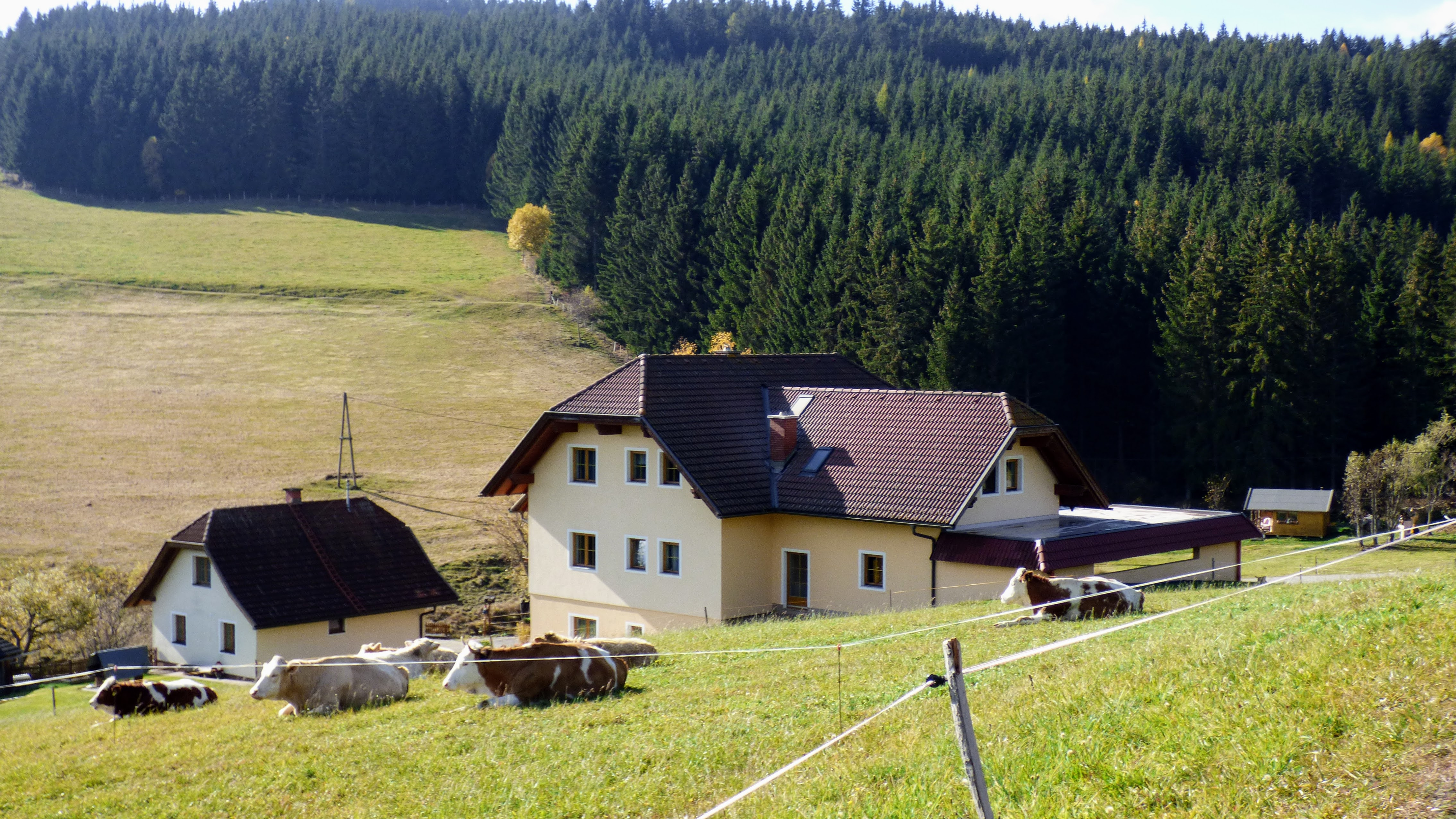
Kräuping Haus Nr. 9

Kräuping ist eine Ortschaft in der Gemeinde Friesach im Bezirk Sankt Veit an der Glan in Kärnten (Österreich). Die Ortschaft hat 13 Einwohner (Stand 1. Jänner 2024). Sie liegt auf dem Gebiet der Katastralgemeinde Zeltschach.

## Lage
Kräuping liegt im Norden des Bezirks Sankt Veit an der Glan, im Osten der Gemeinde Friesach, im Guttaringer Bergland. Die Höfe liegen teils in etwa 1160 m Höhe genau auf dem Höhenrücken, der die Wasserscheide zwischen Zeltschacher Bach im Westen und Silberbach im Osten bildet, teils etwas östlich unterhalb davon an den Hängen rechtsseitig oberhalb des Silberbachs, nahe an der Gemeindegrenze zu Guttaring.
In der Ortschaft werden folgende Hofnamen geführt: Keuschenbauer (Haus Nr. 1), Schneiderhäusl (Nr. 2), Bäuchenhube (Nr. 3), Wirthshube (Nr. 5), Feidlmar (Nr. 8), Rader/Teichbauer/Teuchbauer (Nr. 9 und 10).

## Geschichte
Der Ort wird 1293 als Chreyping erwähnt.
Auf dem Gebiet der Steuergemeinde Zeltschach liegend, gehörte Kräuping in der ersten Hälfte des 19. Jahrhunderts zum Steuerbezirk Dürnstein. Bei Gründung der Ortsgemeinden im Zuge der Reformen Mitte des 19. Jahrhunderts kam Kräuping an die Gemeinde Friesach. 1890 spaltete sich die Gemeinde Zeltschach von der Gemeinde Friesach ab, Kräuping gehörte dadurch zur Gemeinde Zeltschach.
1926 errichtete der Kräupinger Wirt Titus Gölly am Silberbach ein Kraftwerk.
Mit Jahreswechsel 1972/73 kam Zeltschach samt Kräuping wieder an die Gemeinde Friesach.

## Bevölkerungsentwicklung
Für die Ortschaft ermittelte man folgende Einwohnerzahlen:
- 1869: 11 Häuser, 61 Einwohner[3]
- 1880: 11 Häuser, 42 Einwohner[4]
- 1890: 8 Häuser, 46 Einwohner[5]
- 1900: 10 Häuser, 63 Einwohner[6]
- 1910: 7 Häuser, 38 Einwohner[7]
- 1923: 7 Häuser, 38 Einwohner[8]
- 1934: 46 Einwohner[9]
- 1961: 5 Häuser, 42 Einwohner[10]
- 2001: 6 Gebäude (davon 4 mit Hauptwohnsitz) mit 6 Wohnungen; 20 Einwohner und 2 Nebenwohnsitzfälle; 4 Haushalte; 0 Arbeitsstätten, 4 land- und forstwirtschaftliche Betriebe[11]
- 2011: 7 Gebäude, 20 Einwohner, 5 Haushalte, 0 Arbeitsstätten[12]
- 2021: 7 Gebäude, 14 Einwohner, 5 Haushalte, 1 Arbeitsstätte[13]